# Carpenteria californica
Carpenteria californica är en hortensiaväxtart som beskrevs av John Torrey. Carpenteria californica ingår i släktet Carpenteria och familjen hortensiaväxter. Inga underarter finns listade i Catalogue of Life.

## Bildgalleri

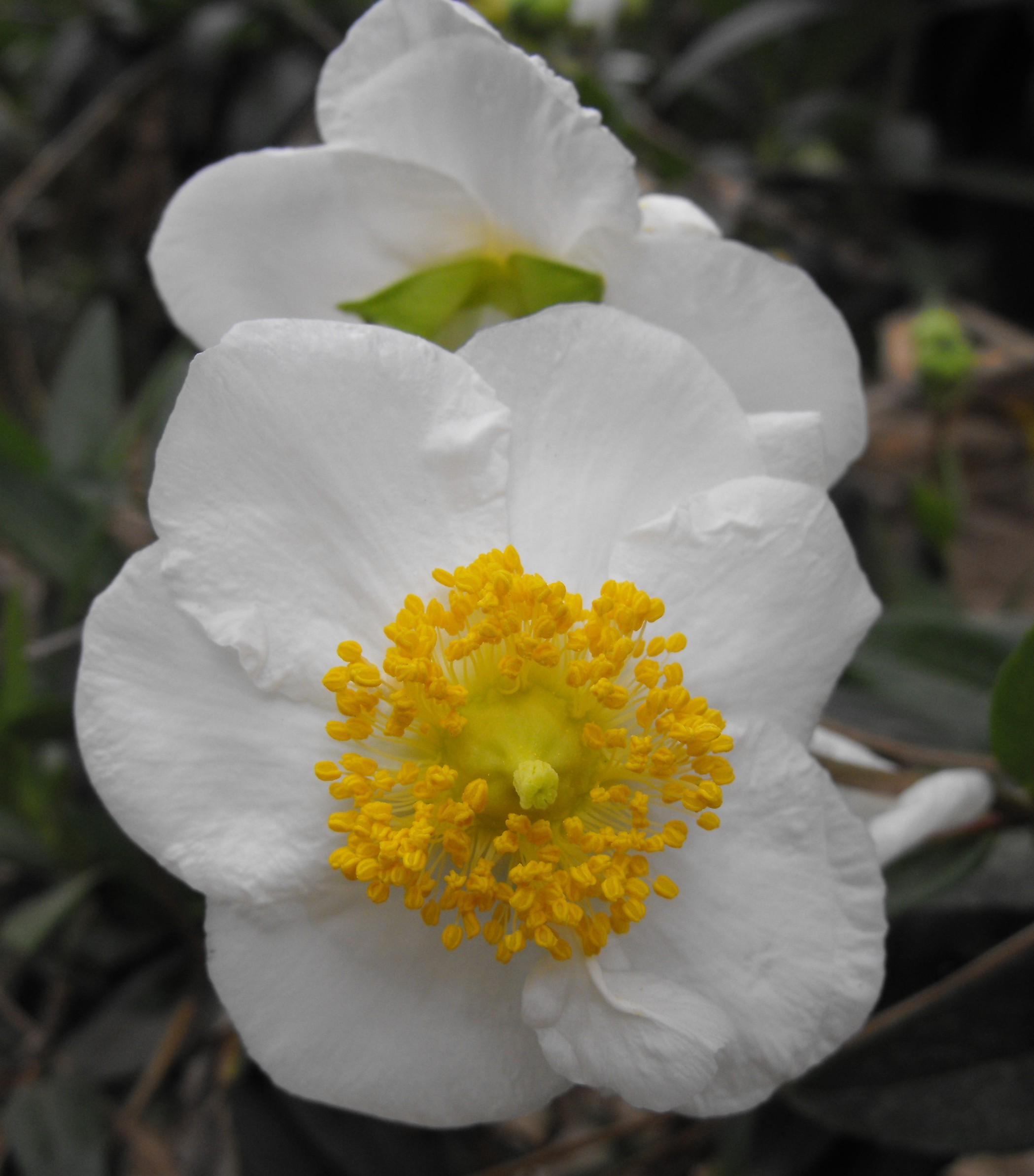
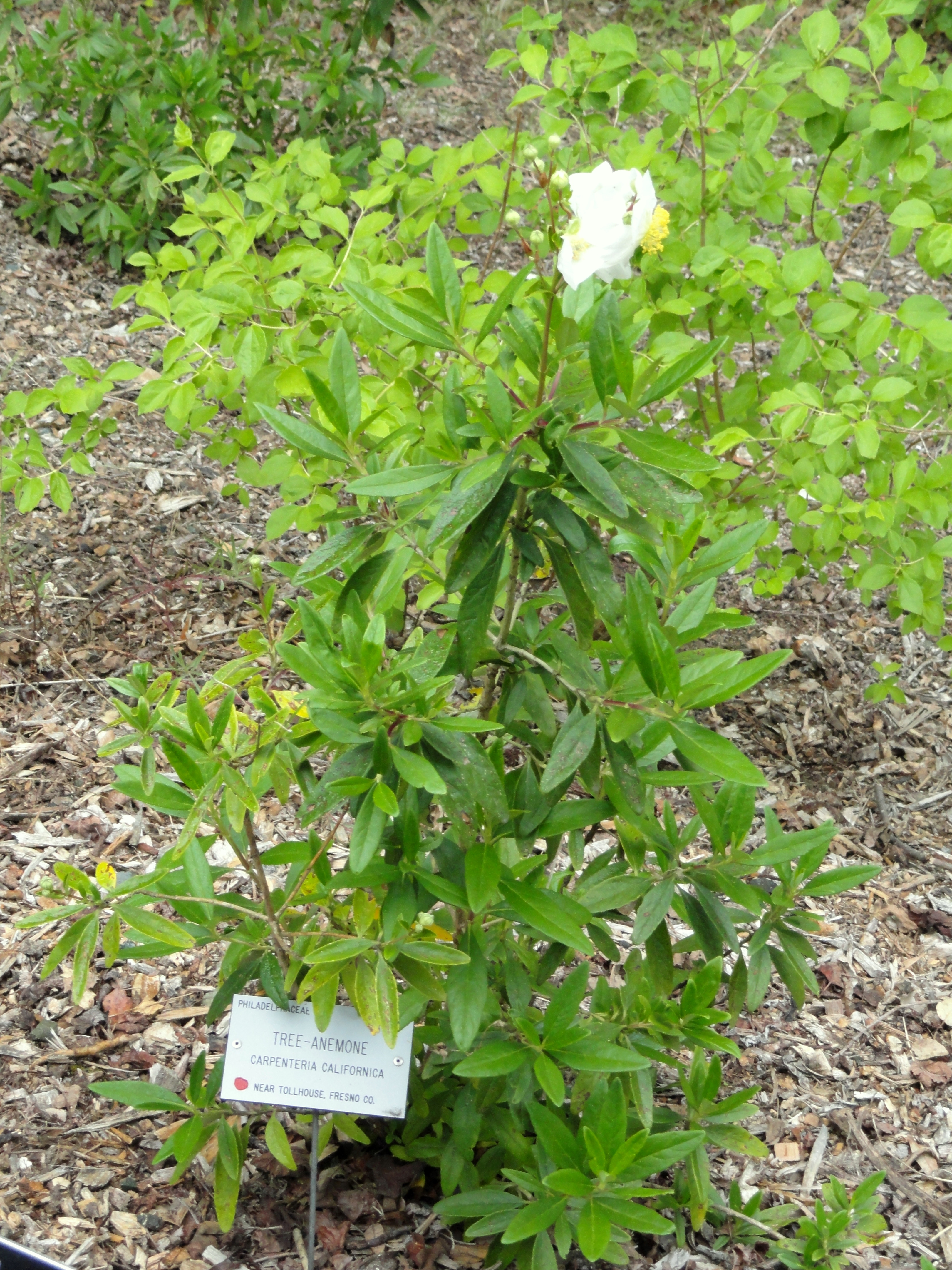
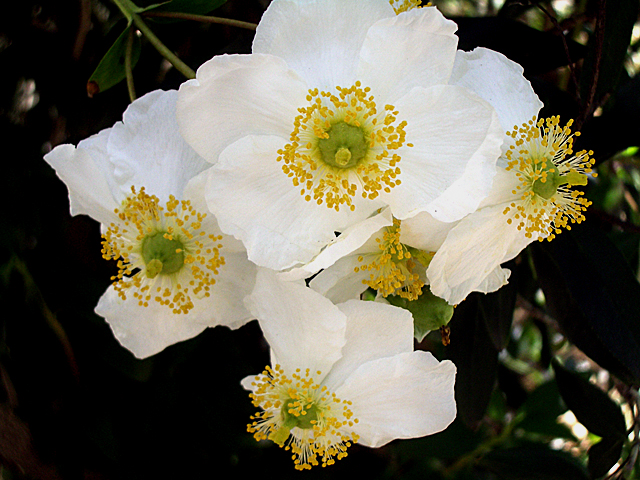
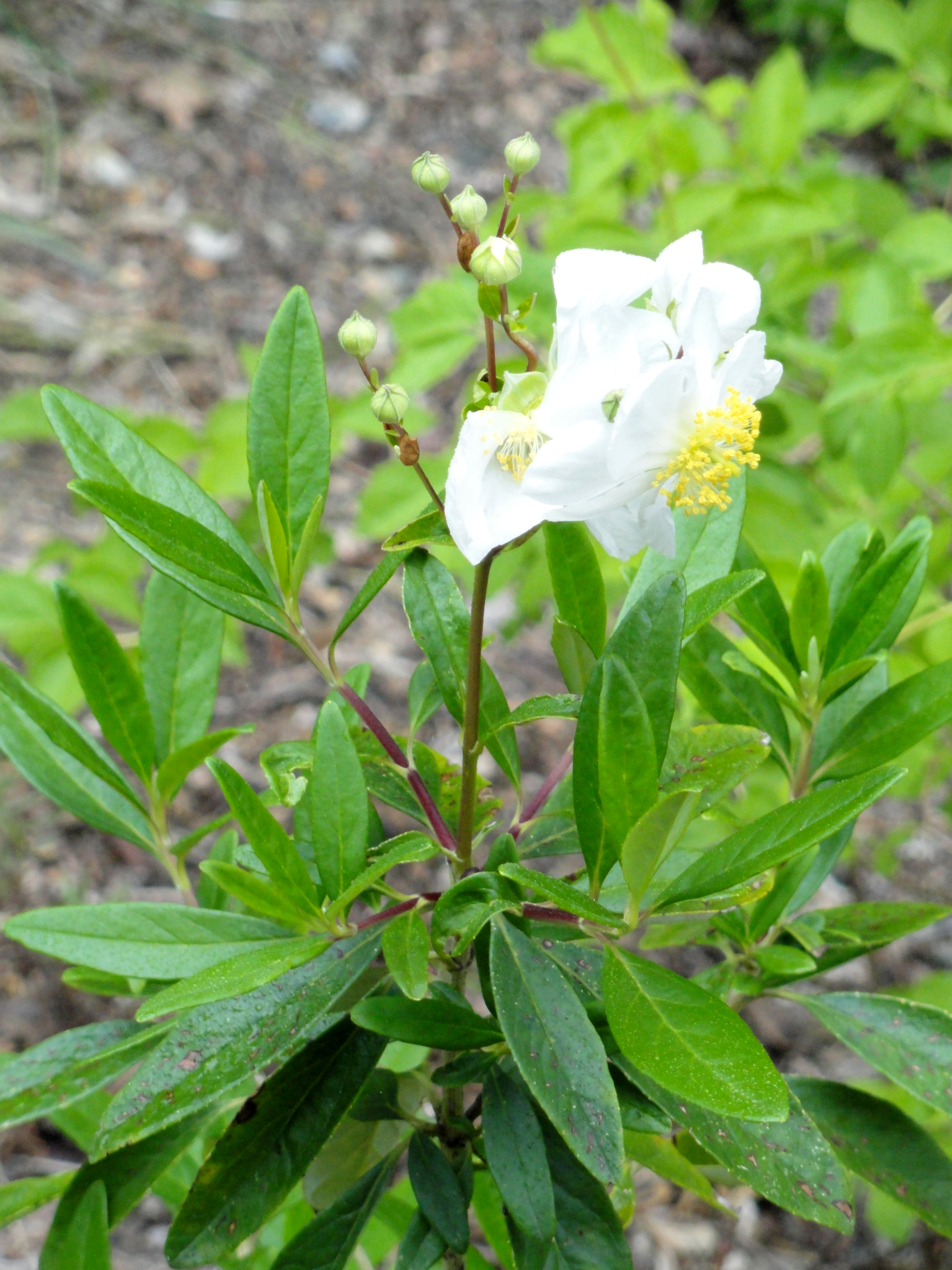
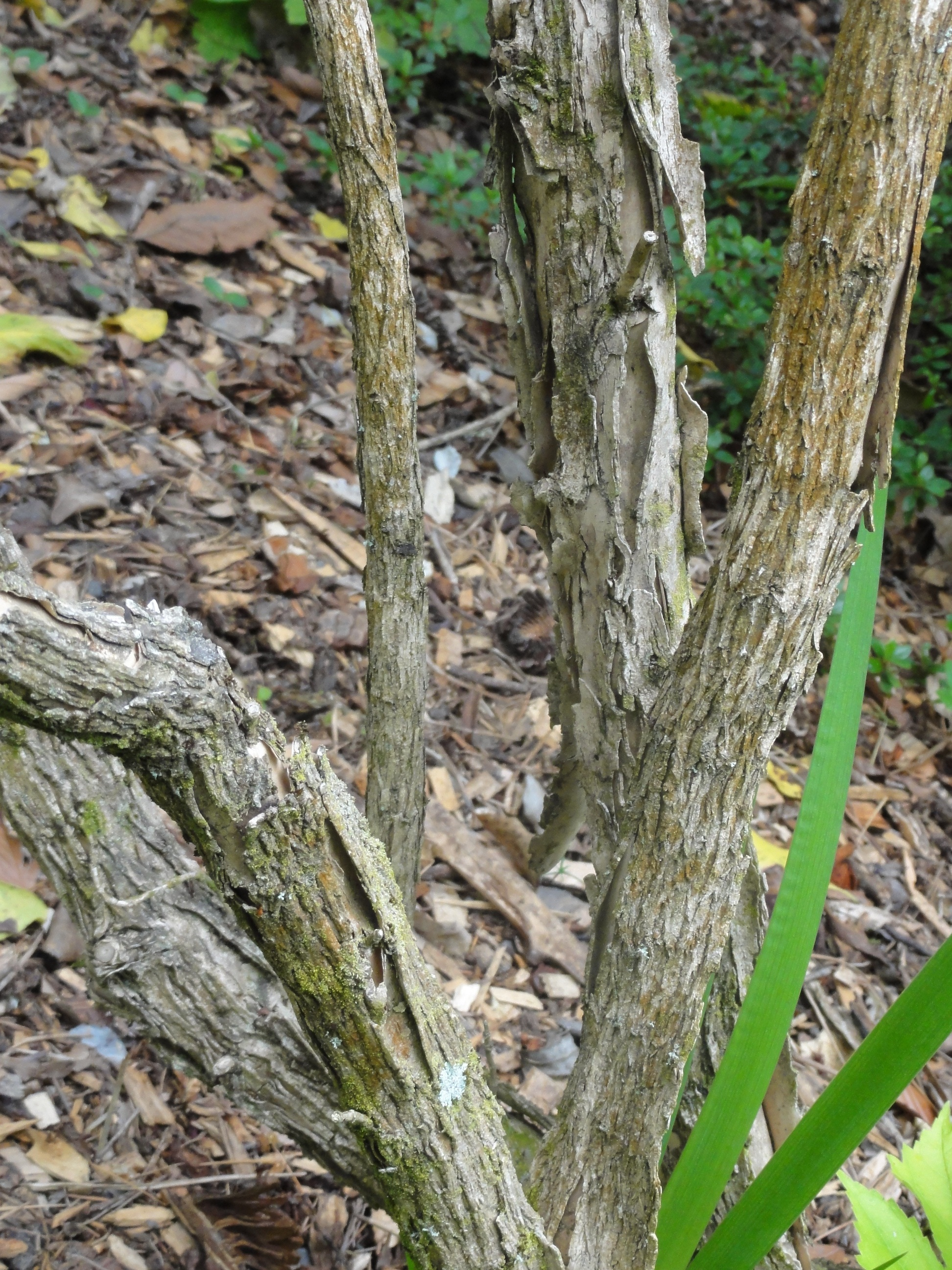
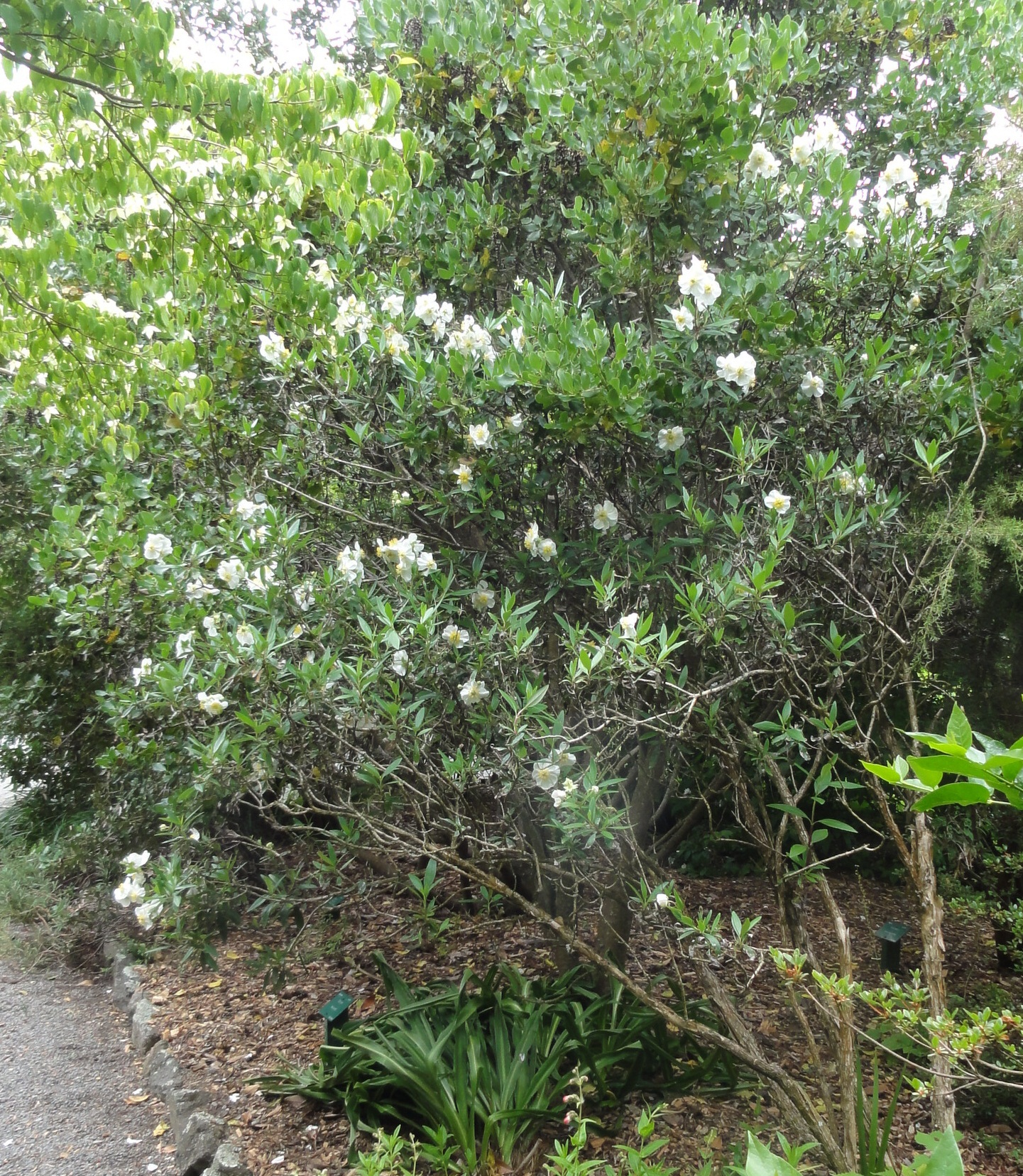